# Progomphus conjectus
Progomphus conjectus är en trollsländeart som beskrevs av Belle 1966. Progomphus conjectus ingår i släktet Progomphus och familjen flodtrollsländor. IUCN kategoriserar arten globalt som otillräckligt studerad. Inga underarter finns listade i Catalogue of Life.